# ستيف هاربر

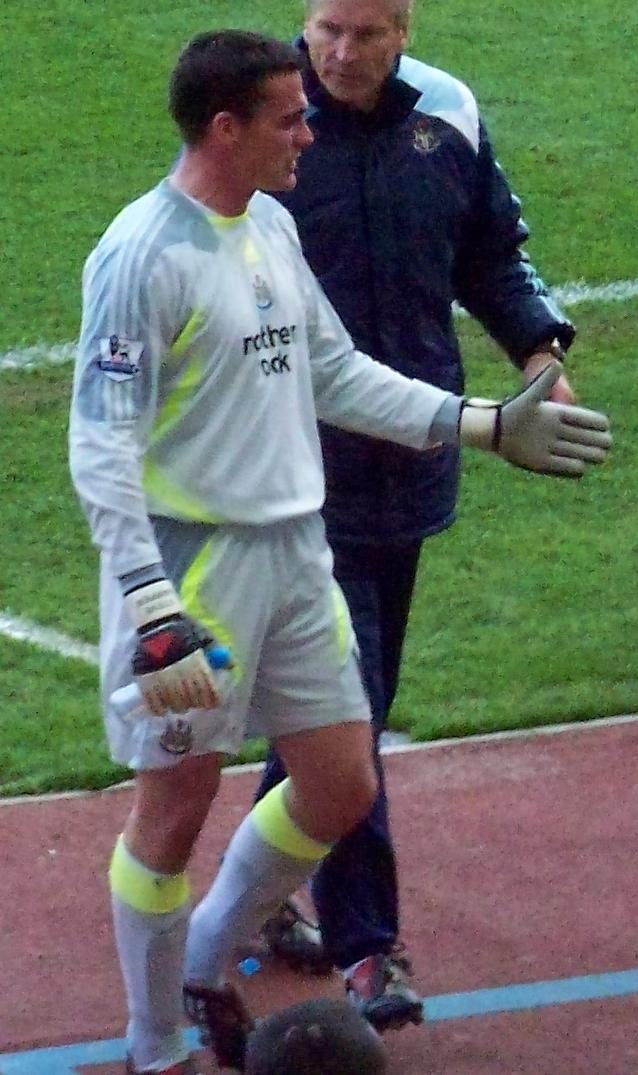
ستيف هاربر

ستيفن آلان هاربر (بالإنجليزية: Steve Harper)، من مواليد 14 مارس 1975 في إيسنغتون في إنجلترا، لاعب كرة قدم إنجليزي.
بدأ مسيرته الكروية مع نادي نيوكاسل يونايتد في عام 1993، وهو يلعب معهم حتى الآن، وفي عام 1995 أعير إلى نادي برادفورد سيتي، ولعب معهم مباراة واحدة، وفي عام 1996 أعير إلى نادي غايتشيد، وفي عام 1997 أعير إلى نادي ستوكبورت كونتي، وفي عام 1997 أعير إلى نادي هارتلبول يونايتد، ولعب معهم 18 مباراة، وفي موسم 1997/1998 أعير إلى نادي هدرسفيلد يونايتد، ولعب معهم 24 مباراة.

## روابط خارجية
- ستيف هاربر على موقع الاتحاد الأوربي (الإنجليزية)
- ستيف هاربر على موقع قاعدة بيانات كرة القدم.إي يو (الإنجليزية)
- ستيف هاربر على موقع Soccerbase.com (لاعب) (الإنجليزية)
- ستيف هاربر على موقع Soccerway.com (الإنجليزية)
- ستيف هاربر على موقع عالم كرة القدم.نت (الإنجليزية)
- ستيف هاربر على موقع كووورة
- ستيف هاربر على موقع AS.com (الإسبانية)